# Tagrawla
Tagrawla est un groupe algérien de musique berbère (kabyle) formé en 1977 a l'Université des sciences et de la technologie Houari-Boumediene de Bab Ezzouar à Alger par cinq étudiants en mathématiques : Idir, Khelifa, Ahcene, Hsissou et Omar, rejoint en 1979 par Mourad Benameur à la batterie pour une courte période puis en 1980 par Belaïd, en 1982 par Lounes et en 1984 par Fazil.
Une première cassette est enregistrée en 1981 à Paris aux éditions AMINA, comprenant les chansons suivantes :
- igujilen (Les orphelins)
- afrik (Afrique)
- nerreẓ (Brisés)
- tiɣri (L'appel)
- taddart-inu (Mon village)
- jida (Grand-mère)
- tga tiṭ (Visions)

Plus que le nom d'un groupe de jeunes musiciens, né un matin d'avril 1977 à l'Université de Bab-Ezzouar, Tagrawla est une exigence que chaque peuple prononce à l'heure des brasiers.
pour l'égalité, la liberté
des peuples asservis
pour que les mots retrouvés
disent le cœur
de notre liberté déployée..."
"afrik"
Aussi ce qui est dit dans cette chanson est plus qu'un cri déchirant, quand le chœur de TAGRAWLA 
revendique "l'Afrique aux africains"; c'est une juste réponse à l'appel que Massinissa lançait déjà, un écho qu'amplifient les luttes entreprises dans le monde pour "habiter son nom et sa patrie".
Cette quête est reprise d'ailleurs dans "igujilen" (les orphelins):
...écoutez ma chanson,
notre longue histoire
que je vous raconte..."
"igujilen"
Où Tagrawla dans l'histoire vécue, l'histoire oubliée et retrouvée, l'histoire qui se fait au jour le jour par un peuple qui se souvient du fameux vers de Si Muhand "mieux vaut briser que plier", s'identifie aux souffrances endurées hier et aujourd'hui.
"...brûlures des genêts
coups monnoyés
ce jour-là
où parla la matraque
des coups qu'elle reçut..."
"nerrez"
Ironie atroce d'une mauvaise répétition de tentatives d'acculturation et de désintégration de 
la personnalité dont le souvenir est encore présent dans les mémoires.
"...il cultivait le mépris
frustrant les autochtones
il faisait prospérer les siens
vouant les autres au rebut
le monde fut sourd à la douleur..."
"afrik"
C'est pourquoi, comme un leitmotiv lancinant, Tagrawla prend le soin de revenir sur ce thème dans :
"...n'oubliez pas
ce souvenir sans second
au printemps, la brume s'est levée,
le ciel s'est mis à luire.
takna*! laquelle est la plus chère?
renonce ciel à ta tourmente.
Avril sois en témoin
la prospérité trouvera-t-elle
les chenaies que, fût-ce malgré nous,
habitait la témérité.
cette année comme la précédente
se retrouveront plus tard..."
"tga tit"
Avec Tagrawla la chanson n'est plus complaisance, fleuve d'oubli, jouant sur les basses romances, mais désir d'être à l'écoute du peuple. Tagrawla veut s'élever au-dessus d'un condition qu'elle appelle à dépasser pour que l'histoire soit au rendez-vous d'une culture millénaire qui reste encore à découvrir ... en chanson aussi pourquoi pas.
- takna : coépouse